# Nuncjusze apostolscy na Białorusi
Nuncjusz apostolski na Białorusi jest szefem misji dyplomatycznej Stolicy Apostolskiej na Białorusi. Nuncjatura znajduje się w Mińsku przy ul. Valadarskaga 6. Nawiązanie stosunków dyplomatycznych między Białorusią a Stolicą Apostolską nastąpiło 11 listopada 1992, ze strony kościelnej podstawą prawną do powstania nuncjatury była bulla papieska Quantam tandem. Pierwszy nuncjusz został powołany przez papieża Jana Pawła II w dniu 17 kwietnia 1993. 

## Nuncjusze
| lp. | lata      | nuncjusz                 | kraj pochodzenia |
| --- | --------- | ------------------------ | ---------------- |
| 1   | 1993–1994 | Gabriel Montalvo Higuera | Kolumbia         |
| 2   | 1994–1996 | Agostino Marchetto       | Włochy           |
| 3   | 1996–2001 | Dominik Hrušovský        | Słowacja         |
| 4   | 2001–2004 | Ivan Jurkovič            | Słowenia         |
| 5   | 2004–2011 | Martin Vidović           | Chorwacja        |
| 6   | 2011–2015 | Claudio Gugerotti        | Włochy           |
| 7   | 2016–2019 | Gábor Pintér             | Węgry            |
| 8   | 2020–2024 | Ante Jozić               | Chorwacja        |
| 9   | od 2025   | Ignazio Ceffalia         | Włochy           |